# Netnod
Netnod ist ein schwedisches Unternehmen mit Sitz in Stockholm, das eine zentrale Rolle in der Internet-Infrastruktur spielt, sowohl in Schweden als auch international.
Gegründet im Jahr 1996, hat sich Netnod auf den Betrieb von Internet-Austauschknotenpunkten (IXPs) und die Bereitstellung weiterer kritischer Internetdienste spezialisiert. Das Unternehmen gehört zur schwedischen Stiftung für IT-Infrastruktur (Stiftelsen för Internetinfrastruktur), die auch für die Verwaltung der schwedischen Top-Level-Domain .se zuständig ist.

## Geschäftszweige

### Internet-Austauschknotenpunkte (IXPs)
Netnod betreibt einige der größten und leistungsfähigsten IXPs in Schweden. Ein IXP ist ein physischer Infrastrukturstandort, an dem verschiedene Internetanbieter (ISPs), Content-Delivery-Netzwerke (CDNs) und andere Netzbetreiber miteinander verbunden sind, um Datenverkehr direkt auszutauschen. Durch diese direkte Verbindung können Datenpakete schneller und effizienter übermittelt werden, ohne Umwege über andere Netzwerke. Dies reduziert Latenzzeiten und verbessert die Gesamtqualität des Internets. Netnod betreibt IXPs in mehreren schwedischen Städten, darunter Stockholm, Göteborg, Luleå, Malmö und Sundsvall.

### DNS-Dienste und der I-Root-Server
Ein weiterer zentraler Bereich von Netnods Tätigkeiten ist der Betrieb von DNS-Diensten. Das DNS (Domain Name System) ist eine der grundlegenden Technologien des Internets, die dafür sorgt, dass Domain-Namen wie "example.com" in IP-Adressen umgewandelt werden, die von Computern verstanden werden können. Netnod betreibt den I-Root-Server, einen der 13 DNS-Root-Server weltweit. Diese Root-Server bilden die oberste Ebene der DNS-Hierarchie und sind entscheidend für die Zuverlässigkeit und Stabilität des Internets.
Der I-Root-Server von Netnod hat weltweit mehrere Instanzen, die sogenannte Anycast-Technologie verwenden. Diese Technologie ermöglicht es, denselben DNS-Dienst an verschiedenen geografischen Standorten zu betreiben, was die Ausfallsicherheit erhöht und die Antwortzeiten für Benutzer weltweit verbessert.

### Zeitsynchronisation und NTP-Dienste
Neben den IXPs und DNS-Diensten bietet Netnod auch präzise Zeitsynchronisationsdienste an. Dies ist besonders wichtig für Anwendungen, die eine genaue Zeiterfassung erfordern, wie zum Beispiel Finanztransaktionen, Telekommunikationsnetzwerke und verschiedene Industrieanwendungen. Netnod betreibt mehrere Zeitserver, die das Network Time Protocol (NTP) verwenden, um die genaue Zeit über das Internet zu verteilen. Diese Zeitserver nutzen hochpräzise Atomuhren und GPS-Technologie, um eine genaue und zuverlässige Zeitsynchronisation zu gewährleisten.

### Netzwerk-Messungen und Analyse
Ein weiterer wichtiger Service, den Netnod anbietet, ist die Durchführung von Netzwerk-Messungen und Analysen. Diese Dienstleistungen helfen Unternehmen und Organisationen, die Leistung ihrer Netzwerke zu überwachen und zu optimieren. Netnod sammelt Daten über die Netzwerkverbindung, Latenzzeiten und andere wichtige Metriken, um Einblicke in die Funktionsweise des Internets und einzelner Netzwerke zu geben.

## Internationale Bedeutung und Zusammenarbeit
Obwohl Netnod in Schweden ansässig ist, hat das Unternehmen internationale Bedeutung erlangt. Durch den Betrieb des I-Root-Servers und die Bereitstellung von Anycast-Diensten trägt Netnod zur globalen Stabilität des Internets bei. Darüber hinaus arbeitet Netnod eng mit internationalen Organisationen wie der Internet Corporation for Assigned Names and Numbers (ICANN) und anderen Akteuren der globalen Internet-Gemeinschaft zusammen, um die Weiterentwicklung und Sicherheit des Internets zu unterstützen.
Koordinaten: 59° 22′ 2,7″ N, 17° 58′ 54,2″ O